# مقاطعة رية قلورية
مقاطعة رَيُو قلورية  أو رية قلورية أو ريدجو كلابريا (بالإيطالية: Provincia di Reggio Calabria)‏، مقاطعة جنوب إيطاليا في إقليم قلورية، وعاصمتها هي مدينة رية قلورية. وتبلغ مساحة 3,183 كيلومتر مربع، ويبلغ مجموع السكان 565,866 وبها 97 مدينة وبلدة وقرية. تطل على بحر طرانة غربا والبحر الأيوني جنوبا وشرقا يحدها من جهة الشمال الشرقي مقاطعة كاتنزارو ومن الشمال الغربي مقاطعة فيبو فالينتيا يفصلها عن صقلية 3.2 كم من المياه في مضيق مسينة.

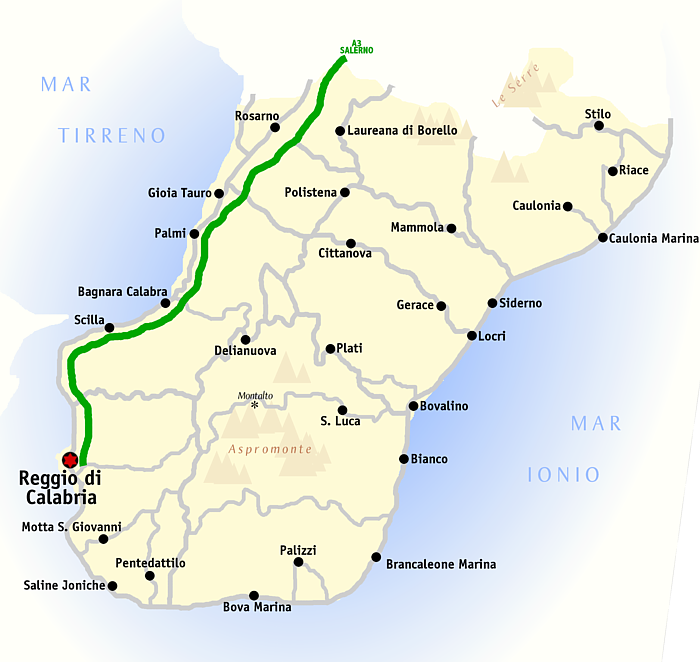
مقاطعة ريدجو كالابريا